# Zionoco
Zionoco is een roman van Leon de Winter (1954). De roman is in 1995 gepubliceerd door De Bezige Bij.

## Verhaal
Sol (verengelst van Salomon) Mayer wordt in Amsterdam geboren als zoon van de belangrijke rabbijn Mordechai Mayer. Wanneer Sol vijftien jaar is, sterft zijn moeder. Dit betekent een verslechtering van de relatie tussen Sol en zijn vader, die geen oog heeft voor zijn verdriet. Als Mordechai wordt betrapt op overspel, besluit hij samen met zijn zoon te vluchten naar Amerika. Hier zet Sol zich volledig af tegen zijn vader en doet alles wat God verbiedt. De verhouding tussen vader en zoon verslechtert drastisch. Sol komt ter ore dat zijn vader in Suriname om het leven is gekomen, en realiseert zich dat hun laatste gesprek was uitgelopen op een knetterende ruzie.
Overmand door verdriet besluit Sol in de voetsporen van zijn vader te treden; hij wordt ook rabbijn. Op tweeënveertigjarige leeftijd (het moment dat het boek begint) is Sol een gerenommeerde rabbijn, leider van een synagoge in New York en behorend tot de Amerikaanse ‘upper-class’. Alles lijkt goed en succesvol te zijn; dit is echter schijn. Zijn huwelijk met de rijke Naomi bevindt zich in een crisis, Sol zelf twijfelt aan de geloofwaardigheid van zijn geloof, een provocerend artikel van zijn hand zorgt voor zijn ontslag bij de synagoge en hij begint een affaire met een vrouw die hij in het vliegtuig heeft leren kennen. Zodra deze affaire aan het licht komt, vlucht Sol terug naar Amsterdam. Daar verneemt hij dat in Suriname gezocht wordt naar een rabbijn, wat hem (net als zijn vader) naar Suriname doet vertrekken.
In Suriname raakt Sol aan de drank. Op den duur staat hij zelfs onder invloed te preken in de synagoge. Zijn nieuwe vriendin, Sandra, maakt zich zorgen en stuurt Sol naar een obiaman (een combinatie van een psycholoog en medicijnman) aan wie hij zijn verhaal doet. Mede door de gesprekken met de obiaman besluit Sol dezelfde riviertocht te gaan maken als zijn vader om hem daar een laatste groet te brengen. Op dezelfde plaats waar zijn vader schipbreuk leed in een soela (een stroomversnelling in de rivier), ondergaat Sol hetzelfde lot. In tegenstelling tot zijn vader weet Sol te overleven, dagenlang zwerft hij rond in het oerwoud tot hij opeens wordt meegenomen door een indianenstam. Als Sol denkt dat zijn laatste uur is aangebroken, schiet hij een laatste gebed in het Jiddisch. Wonderlijk genoeg blijken de indianen ook Jiddisch te spreken; ze beschouwen hem als gelijke en laten hem vrij. De indianen vertellen Sol dat zij zijn vader onder dezelfde omstandigheden hadden gevonden en ook hebben meegenomen. Mordechai heeft hen uiteindelijk weten te bekeren tot het Jodendom. De indianen vertellen hem ook dat zijn vader de berg Zionoco is gaan beklimmen om de Stenen Tafelen te ontvangen. Sol vertrekt ook naar de berg, daar vindt hij zijn vader meer dood dan levend. Uiteindelijk sterft de oude man in Sols armen en neemt Sol zijn plaats over als rabbijn bij de indianen.

## Beeldvorming Suriname inZionoco
In Zionoco lijkt Suriname slechts als achtergrond waartegen het verhaal zich (gedeeltelijk) afspeelt te dienen. Zoals Michiel van Kempen betoogt, brengt De Winter niets wezenlijks over Suriname te berde, Suriname is slechts het decor voor het verhaal. De beeldvorming over het land vindt helemaal plaats vanuit een westers perspectief. Suriname wordt duidelijk als minderwaardig aan de westerse wereld neergezet. Dit blijkt onder andere uit de beschrijving van de Surinamers, de manier waarop Sol in vergelijking tot Suriname wordt neergezet, de vergelijking die wordt gemaakt tussen Suriname en New York en de missionarisrol die aan Sol en zijn vader wordt toegekend.

### Beschrijving Surinamers
De Surinaamse personages kennen een stereotiepe Surinaamse beschrijving. Sandra, de nieuwe vriendin van Sol, wordt omschreven als iemand met dik ontkroest haar en dikke lippen, die ‘nog groter leken door het overdadig gebruik van felrode lipstick’ en ook wordt de nadruk gelegd op haar kont (p. 304). Verder wordt meerdere malen benadrukt dat zij witte kleding en accessoires draagt; ze heeft een witte nep Ray-Ban zonnebril op, witte oorbellen, een wit slipje en beha (p. 304-305). Ook wordt Sandra’s gedrag in bed vergeleken met een kat: ‘[E]n bijtend op haar onderlip gromde ze als een poema toen ze op de vloer klaarkwam […] Amerikanen hadden een term voor het soort vrouw als Sandra. Petite. En dat was iets anders dan klein alleen. Fel, sierlijk, katachtig’ (p. 311-312).

### Sol
Een aantal keer wordt Sol vergeleken met de vroegere Hollandse machthebbers in Suriname. Sol komt, liggend op het strand, tot de conclusie dat hij nog steeds denkt in het Nederlands. Dit zorgde in New York voor problemen, maar in Suriname is dat anders. Hier ‘sprak [hij] de taal van de vroegere masra, de baas’ (p. 304). Daarna wordt nogmaals een dergelijke vergelijking gemaakt wanneer Sandra bij hem komt liggen. Er wordt gezegd dat zij met opzet haar kont had getoond aan de rest van het terras, dit ‘ter meerdere eer en glorie van de beheerder van die billen, rabbijn Sol’ (p. 305). Wellicht is hier een verband te zien met de vroegere planters, die zich een vrouwelijke slaaf als hun bezit toe-eigenden voor 'gebruík' in bed.

### Suriname in vergelijking met New York
Meerdere malen wordt Sols vorige verblijfplaats, het hippe en moderne New York, afgezet tegen het primitieve Suriname. Dit gebeurt ook door de Surinamers zelf; Sandra vraagt zich af waarom Sol naar Paramaribo is gekomen, ze gelooft namelijk niet dat hij dat uit vrije wil heeft gedaan: ‘Wees eerlijk Sol: er moet daar iets gebeurd zijn. Niemand komt alleen uit positieve motieven naar dit gat.’ (p. 309). Wanneer Sol tijdens de boottocht de bomen van het Surinaamse oerwoud bekijkt, treft hem de vergelijking met New York: ‘Vroeger had hij met dezelfde heldere blik vanuit zijn appartement de bomen van Central Park en de torens van de East Side bewonderd, en nu zat hij op een plank van een gammel bootje dat hem in een uithoek van de wereld over een rivier langs gehuchten van Javaanse vissers, bosnegers en, dieper in het oerwoud, Indianen voerde, mensen die hun schouders zouden ophalen over de literaire complexiteit van de talmoed’ (p. 358). In vergelijking met het moderne New York, waar Sol een rijk leven leidde, wordt het primitieve leven in Suriname beschreven. Sol raakt steeds verder van de bewoonde wereld verwijderd. De beschrijvingen van Suriname beperken zich louter tot een beschrijving van de wildernis, terwijl in New York de straatnamen, gebouwen en luxe van de stad worden beschreven.
Daarnaast bevraagt Sol de zegeningen die de onafhankelijkheid Suriname heeft gebracht. Hij stelt dat Suriname een Zuid-Amerikaans ontwikkelingsland is geworden, waarin de gebeurtenissen in de wereldpolitiek niet bestaan: ‘In Paramaribo bestond de rest van de wereld niet. De eenwording van Europa, de Bosnische oorlog, het gevecht tussen Clinton en Gingrich, de teloorgang van Rusland – vanuit Suriname was de wereldpolitiek net zo ver als sterrencluster M81, een heldere spiraal die vele malen groter was dan de Melkweg’ (p. 302-303).

### Indianen
De indianen vertellen Sol dat zij ‘generaties en generaties leefden zoals onze voorouders leefden, in en met de natuur. Ik wil niet zeggen als beesten, maar we hadden eigenlijk weinig nesjomme (ziel/karakter)’ (p. 385). Toen Sols vader, de rabbijn, arriveerde, raakten zij door zijn taal (ondanks dat ze die niet verstonden) geïnspireerd en bekeerden zich tot het jodendom. Zij noemen zich nu ‘het volk van de wet; de uitverkorene’ (p. 386). Hier is een verband te zien met de missionarissen, die naar Suriname kwamen om de inwoners de christelijke beschaving bij te brengen. Hoewel dit niet het doel was van Sols vader heeft ook hij de indianen beschaafd. Zij zeggen zelf dat ze voorheen bijna beesten waren en pas na hun bekering ziel en karakter kregen.